# Eclissi solare del 25 gennaio 1963
L'eclissi solare del 25 gennaio 1963 è un evento astronomico che ha avuto luogo il suddetto giorno attorno alle ore 13.37 UTC. 
L'eclissi, di tipo anulare, è stata visibile in alcune parti del Sud America (Argentina e Cile), dell'Africa (Sudafrica e Madagascar) e dell'Antartide.
L'eclissi è durata 25 secondi e l'ombra lunare sulla superficie terrestre ha raggiunto una larghezza di 20 km; l'evento del 25 gennaio 1963 è stata la prima eclissi solare nel 1963 e la 144ª nel XX secolo. La precedente eclissi solare si è verificata il 31 luglio 1962, la seguente il 20 luglio 1963.
Il diametro apparente della luna è stato di 4,8 secondi d'arco più grande dell'eclissi solare totale del 20 luglio 1963. Questa è stata un'eclissi solare anulare, non totale, perché avvenuta a gennaio, mese in cui la terra è più vicina al suo perielio, il punto più vicino al Sole nel suo percorso orbitale, da cui ne consegue che il diametro apparente della luna, che si frappone tra terra e sole, è inferiore al diametro apparente solare rispetto ad altri periodi dell'anno.,